# Палацо Канавезе
Пала̀цо Канавѐзе (на италиански: Palazzo Canavese; на пиемонтски: Palass, Палас) е село и община в Метрополен град Торино, регион Пиемонт, Северна Италия. Разположено е на 248 m надморска височина. Към 1 януари 2020 г. населението на общината е 852 души, от които 48 са чужди граждани.